# Либуше (опера)
«Либуше» (чеш. Libuše) — опера чешского композитора Бедржиха Сметаны в трёх действиях на либретто Йозефа Венцига. В основу сюжета легла легенда о чешской княжне Либуше.

## История создания
Йозеф Венциг — автор либретто к предыдущей опере Сметаны «Далибор» — написал текст будущей оперы на немецком языке. Текст был переведён на чешский язык поэтом и переводчиком Эрвином Шпиндлером. Создавая оперу, Сметана и Венциг не стремились выстроить единое драматическое произведение. Их целью было создание исторического полотна, в чём они отчасти ориентировались на цикл «Кольцо нибелунга» Вагнера. Три действия оперы не содержат единую сюжетную линию, приводящую к развязке в конце произведения. Сметана задумал «Либуше» как фестиальное произведение и дань уважения чешскому народу.
Княгиня Либуше по легенде была прародительницей династии чешских королей Пржемысловичей. Она предсказала основание города Праги и заложила его основы. Либуше упоминается в исторической рукописи «Чешская хроника» как одна из трех дочерей короля Крока, а также в фальсифицированной Зеленогорской рукописи.
Опера была написана в 1871-1872 гг. к коронации императора Франца-Иосифа королём Богемии, но этого не случилось. Поэтому премьера состоялась 11 июля 1881 года на открытии Национального театра в Праге. После пожара 1881 года Национальный театр вновь открылся постановкой «Либуше» в 1883 году. После этого опера держалась в репертуаре практически до начала Второй мировой войны. Во время Протектората «Либуше» была запрещена к постановке из-за сильного патриотического посыла. Снова она была поставлена вскоре после освобождения Праги в мае 1945 года. Эта постановка просуществовала до 1948 года. В 1953 году была возобновлена к 70-летнему юбилею второй инаугурации Национального театра режиссёром Ладиславом Богачем. В разные годы роль чешской княгини исполняли Эмма Дестинова, Габриэла Хорватова, Мария Подвалова, Габриэла Бенячкова. Последняя постановка была осуществлена в 2018 году.

## Действующие лица
| Партия                                         | Голос      | Исполнитель на премьере |
| ---------------------------------------------- | ---------- | ----------------------- |
| Либуше, чешская княгиня                        | сопрано    | Мари Ситтова            |
| Пржемысл, пастух из Стадиц                     | баритон    | Йозеф Лев               |
| Хрудош                                         | бас        | Карел Чех               |
| Штяглав, его брат                              | тенор      | Антонин Вавра           |
| Лютобор, дядя Хрудоша и Штяглава               | бас        | Франтишек Гинек         |
| Радован                                        | баритон    | Леопольд Стропницки     |
| Красава, дочь Лютобора                         | сопрано    | Ирма Рейхова            |
| Радмила, сестра Хрудоша и Штяглава             | контральто | Бетти Фибихова          |
| Первый жнец                                    | сопрано    | Элеонора Эренбергова    |
| Второй жнец                                    | сопрано    | Анна Главачкова         |
| Третий жнец                                    | контральто | Эма Майслерова          |
| четвертый жнец                                 | тенор      | Ян Шара                 |
| Дирижёр: Адольф Чех, режиссёр: Франтишек Колар |            |                         |

## Сюжет

### Первое действие
Вышеград. Княгиня Либуше выступает арбитром в споре двух братьев, Хрудоша и Штяглава. По немецкому закону Хрудош должен получить все имение отца по праву старшинства. Однако Либуше утверждает равное разделение земель и владений между братьями. Разгневанный Хрудош уходит, сетуя на то, что женщина управляет государством и вмешивается в дела мужчин. Его поддерживают князья. Оскорбленная Либуше предлагает людям выбрать ей супруга, который будет править вместе с ней. Но собрание оставляет выбор за княгиней, и она объявляет, что выйдет замуж за любимого ею пастуха Пржемысла из Стадиц.

### Второе действие
Красава признается своему отцу, что спор между братьями разгорелся не только из-за земель. Чтобы заставить Хрудоша ревновать, она разыграла любовь к Штяглаву, хотя на самом деле любит старшего из братьев. Лютобор настаивает, что Красава должна сама уговорить братьев примириться. Девушка в попытках в своих попытках уладить дело предлагает Хрудошу либо простить её, либо пронзить мечом. Хрудош смягчается и мирится со Штяглавом.
Пастух Пржемысл наблюдает за жатвой, когда прибывают гонца от княгини Либуше с вестью, что она избрала его своим супругом.

### Третье действие
Либуше прощает грубость Хрудоша и отдаёт ему в жёны Красаву. На Вышеград прибывает Пржемысл, который отныне будет правителем чешского народа наравне с Либуше. Влюбленные играют свадьбу. Либуше видит пророческое видение, в котором повествуется о славе чешского народа — от Бржетислава I до гуситских войн и Йиржи из Подебрад. И хотя остальное будущее скрыто от Либуше, опера заканчивается на оптимистичной ноте словами о преодолении чешским народом всех трудностей.